# 田中恵理
田中 恵理（たなか えり、1954年2月4日 - ）は、大阪府出身の女優。関西芸術座所属（1978年 - ）。体重53kg。

## 主な出演

### テレビドラマ
- 風のハルカ
- アイ・ムホーム
- いのちの現場から
- 野々山家の人々
- 夜会の果て
- アイスキャッチャー
- 余命半年
- ふたりっ子
- ふたつの愛
- この指とまれ
- はっさい先生
- 海に帰る日
- お駒さん
- 部長刑事
- うらぼんえ
- ふぞろいなイレブン

### 映画
- 老親

### 舞台
- 猫はしる
- 大阪の虎
- 冒した者
- またときはめぐりて
- 月の海
- ベビーラブ

### CM
- NTTドコモ関西